# Acropora latistella
Acropora latistella  (Brook, 1892) è una specie di corallo appartenente alla famiglia Acroporidae.
Colonizza i reef tropicali nell'oceano Indo-Pacifico, a profondità tra 3 e 20 m.